# تیم ملی بسکتبال رواندا
تیم ملی بسکتبال رواندا، نماینده رواندا در مسابقات بین‌المللی بسکتبال است.این تیم  توسط فدراسیون بسکتبال این کشور (FERWABA) اداره می شود 
قبل از سال ۲۰۰۰، تیم رواندا برای بیشتر هواداران بسکتبال در سراسر جهان تقریبا ناشناخته بود. با این حال، از اواسط دهه ۲۰۰۰، تیم به آرامی اما مطمئناً نامی برای خود دست و پا کرد. تیم رواندا به عنوان یک قدرت در شرق آفریقا ظاهر شد و چهار بار پی در پی به مسابقات قهرمانی بسکتبال آفریقا، راه یافت. 